# ISO 3166-2:GU
ISO 3166-2:GU――この記事は、ISOの3166-2規格の内、GUで始まるものを示すものでアメリカ合衆国の海外領土(準州)であるグアムを表している。グアムの地域ごとの行政区画コードは存在しない。
なお、アメリカ合衆国のISO 3166-2:USにグアムが割り当てられておりその行政区画コードはUS-GUである。